# Kong
Kong este o comună din departamentul Kong, regiunea Tchologo, Coasta de Fildeș.